# Мехия, Давид
Дави́д Мехи́я Эрна́ндес (исп. David Mejía Hernández; род. 7 декабря 1986, Толука-де-Лердо, Мехико) — мексиканский легкоатлет, специалист по спортивной ходьбе. Выступал за сборную Мексики по лёгкой атлетике в 2004—2012 годах, победитель и призёр первенств национального значения, участник летних Олимпийских игр в Пекине.

## Биография
Давид Мехия родился 7 декабря 1986 года городе Толука-де-Лердо, штат Мехико.
Впервые заявил о себе в спортивной ходьбе на международном уровне в сезоне 2004 года, когда вошёл в состав мексиканской национальной сборной и выступил на Кубке мира в Наумбурге, где вместе со своими соотечественниками занял первое место юниорского командного зачёта 10 км.
В 2007 году выиграл серебряную медаль в ходьбе на 20 км на чемпионате NACAC в Сан-Сальвадоре.
В 2008 году стал серебряным призёром в дисциплине 20000 метров на домашнем молодёжном первенстве NACAC в Толуке, тогда как на Кубке мира в Чебоксарах финишировал четвёртым в личном зачёте 20 км и занял 28-е место в командном зачёте. Благодаря череде удачных выступлений удостоился права защищать честь страны на летних Олимпийских играх в Пекине — в ходьбе на 20 км показал результат 1:26:45, расположившись в итоговом протоколе соревнований на 36-й строке.
После пекинской Олимпиады Мехия остался действующим спортсменом и продолжил принимать участие в крупнейших международных стартах. Так, в 2009 году на Панамериканском кубке в Сан-Сальвадоре он финишировал пятым в личном зачёте 20 км и одержал победу в командном зачёте. В той же дисциплине был заявлен на чемпионат Центральной Америки и Карибского бассейна в Гаване, но здесь на старт не вышел.
В 2012 году на Кубке мира в Саранске занял 46-е место в ходьбе на 20 км, был седьмым в командном зачёте.
Завершил спортивную карьеру по окончании сезона 2015 года.